# La guerre des oreilles
La guerre des oreilles est un album de bande dessinée humoristique de Tramber, paru en 1986. C'est le second album de la série William Vaurien.

## Publication
L'album se compose intégralement d'histoires courtes en une planche (voire parfois une demi-planche) qui ont d'abord été publiées dans Métal hurlant entre 1984 et 1986 :
- Macadam art (page 3), paru dans Métal hurlant numéro 101[1] ;
- Le cas niche (page 4), paru dans Métal hurlant numéro 103[1] ;
- Bravo Pipo ! (page 5), paru dans Métal hurlant numéro 105[1] ;
- À devenir marteau (page 6), paru dans Métal hurlant numéro 105[1] ;
- Le plumard (page 8), paru dans Métal hurlant numéro 104[1] ;
- Rien à foot des poètes (page 9), paru dans Métal hurlant numéro 106[1] ;
- Pypo a du pot ! (page 10), paru dans Métal hurlant numéro 106[1] ;
- Quand j’étais petit je n’étais pas gland (page 11), paru dans Métal hurlant numéro 107[1] ;
- Quelle frite ! (page 13), paru dans Métal hurlant numéro 107[1] ;
- On ne doigt pas faire ça ! (page 14), paru dans Métal hurlant numéro 108[1] ;
- Il ne faut pas trop picoler ! (page 15), paru dans Métal hurlant numéro 108[1] ;
- Pypo prof (page 16), paru dans Métal hurlant numéro 109[1] ;
- La guerre des oreilles (page 18), paru dans Métal hurlant numéro 110[1], donne son titre à l'album ;
- Réception chez Pypo ! (page 19), paru dans Métal hurlant numéro 110[1] ;
- 482ième dispute (page 20), paru dans Métal hurlant numéro 111[1] ;
- Une vie de chien (page 21), paru dans Métal hurlant numéro 111[1] ;
- Pub ! (page 24), paru dans Métal hurlant numéro 104[1] ;
- Ne tombez pas dans le panneau (page 25), paru dans Métal hurlant numéro 112bis[1] ;
- Horoscope éthylique (page 26), paru dans Métal hurlant numéro 115[1] ;
- Frimez sans voyager (page 28), paru dans Métal hurlant numéro 112bis[1] ;
- Fais moi des vacances (page 29), paru dans Métal hurlant numéro 112bis[1] ;
- Fais moi des vacances 3 (page 30), paru dans Métal hurlant numéro 112bis[1] ;
- Le trésor de Kerdingo (page 31), paru dans Métal hurlant numéro 112[1] ;
- L’an 2000 (page 33), paru dans Métal hurlant numéro 113[1] ;
- Pypo en l’an 2000 (page 34), paru dans Métal hurlant numéro 113[1] ;
- Un casse juteux (page 35), paru dans Métal hurlant numéro 114[1] ;
- William et Pypo ont tout faux (page 36), paru dans Métal hurlant numéro 114[1] ;
- Pêt ! Pof ! Paf ! (page 38), paru dans Métal hurlant numéro 115[1] ;
- Fonctionnaires ! (page 39), paru dans Métal hurlant numéro 116[1] ;
- Prof de planche (page 40), paru dans Métal hurlant numéro 116[1] ;
- Un os dans le pâté (page 41), paru dans Métal hurlant numéro 112[1] ;
- Foot fou (page 43), paru dans Métal hurlant numéro 117[1], donne son dessin de couverture à l'album ;
- T’as l’bonjour ! (page 43), paru dans Métal hurlant numéro 117[1] ;
- Je bosse à métal usant (page 46), paru dans Métal hurlant numéro 109[1].